# Kolpingnetwerk

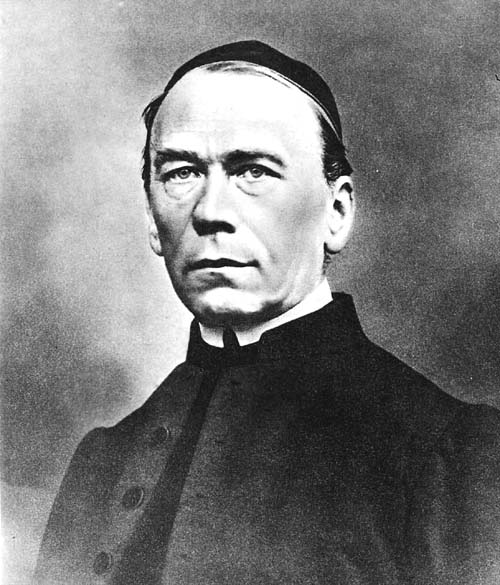
Adolph Kolping

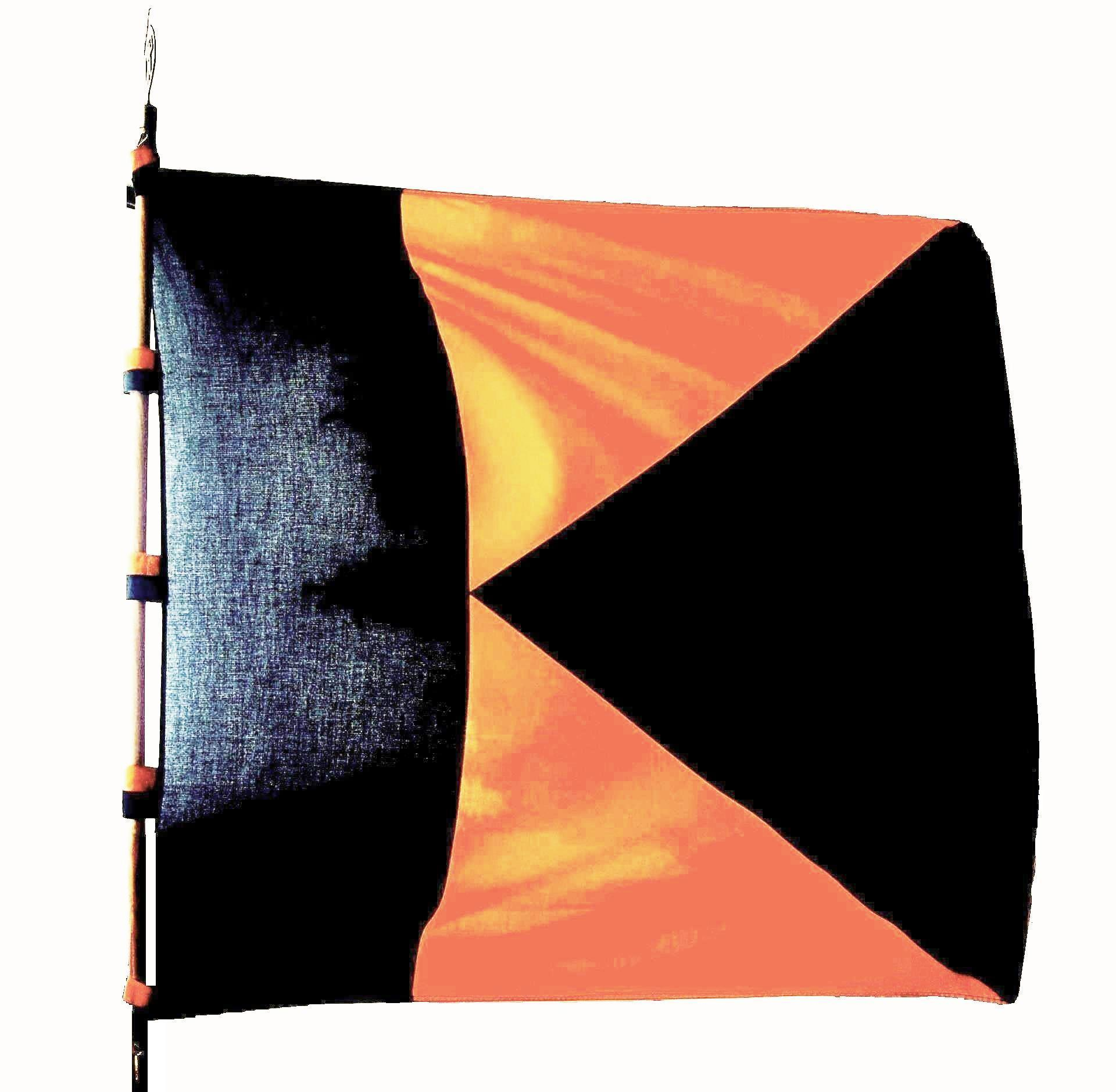
Vlag van het Kolpingnetwerk

Het Kolpingnetwerk (Duits: Kolpingwerk) is een internationaal katholiek netwerk van Kolpingverenigingen waarvan de hoofdzetel in Keulen gevestigd is.
Het is een vereniging voor jonge rooms-katholieke arbeiders, geïnspireerd door activiteiten van de Duitse priester Adolph Kolping. Kolping was de tweede voorzitter van de in 1846 in Elberfeld door Johann Gregor Breuer opgerichte vereniging. In 1850 gingen de eerste lokale verenigingen samenwerken en in 1935 werd het Kolpingnetwerk officieel zo genoemd. Het netwerk is actief in zestig landen en heeft zo'n 450.000 leden verdeeld over 5.800 Kolpingverenigingen. In Duitsland is het netwerk het grootste met zo'n 275.000 leden verdeeld over 2700 lokale vereniging.

## Kolping in Nederland

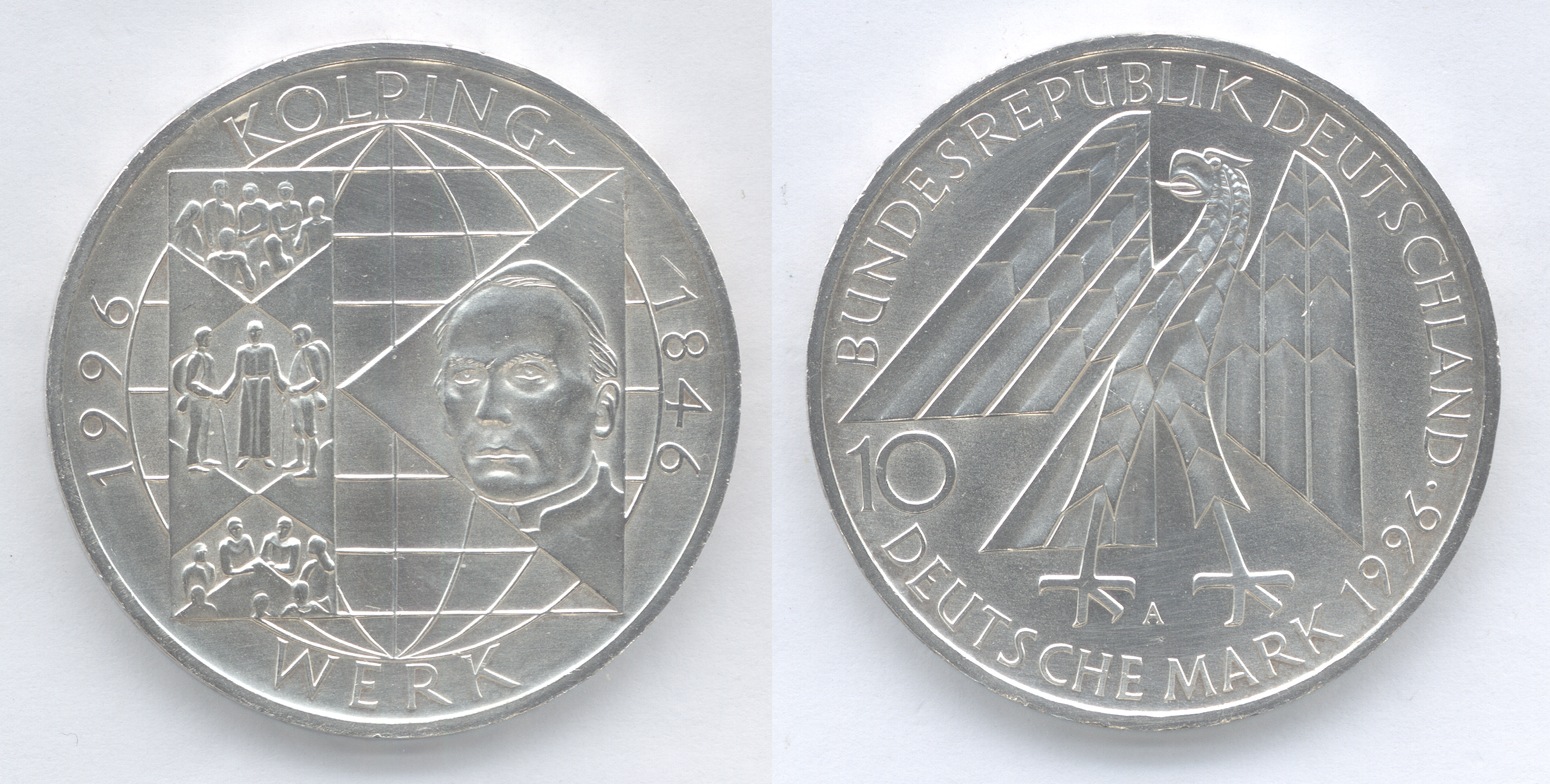
Herinneringsmunt van 10 Duitse mark bij het 150-jarig bestaan in 1996

De Nederlandse Kolpingafdeling begon met de St. Jozef Gezellenvereniging in Amsterdam. Deze vereniging werd in 1868 als kerkelijke broederschap door mr.J.J.W. van den Biesen, notaris te Amsterdam, samen met de architect Johan Heinrich Schmitz te Amsterdam opgericht.
Spoedig sloten zich meerdere lokale verenigingen, die elders in Nederland ontstaan waren, aan bij de St. Josephs Gezellen Vereniging. In 1870 reeds gold dit voor de vereniging te Bergen op Zoom, in 1871 Den Haag en Breda, in 1879 Weert, in 1881 Nijmegen, in 1884 Rotterdam en in 1887 Leiden en Curaçao. Zo groeide de vereniging in korte tijd uit tot een organisatie met vele duizenden leden.

### Onderwijs
In maart 1895 heeft de vereniging een begin gemaakt met de oprichting van strikte vakafdelingen. En zo komt men er na enkele jaren toe een vakteken- en schilderschool in te richten, (1901) een smids-vakschool en vervolgens dan een complete ambachtsschool. Wat later (1929) richtte de Sint Josef Gezellenvereniging te Amsterdam een instituut op voor uitgebreid nijverheidsonderwijs.

### Van Nispen
Kort na de oprichting wendden de initiatiefnemers zich tot H. van Luenen, deken van Amsterdam. Deze benoemde zijn 31-jarige kapelaan, Jhr. H.C.J.M. van Nispen tot Sevenaer tot zijn plaatsvervanger in het contact met de vereniging. Als pastoor kreeg Van Luenen de titel 'directeur'. Het duurde tot 1872 voordat de feitelijke situatie gehonoreerd werd en kapelaan Van Nispen officieel de eerste man werd.
Van Nispen onderhield als centraal-president in de beginperiode nog persoonlijk de contacten met de verschillende lokale verenigingen verspreid over Nederland. Omdat de Sint Josef Gezellenvereniging bleef groeien werd dat te veel voor een man en werd er een centrale raad ingesteld.

### Huisvesting
Een vereniging heeft bij oprichting een gebouw aan de 1e Weteringdwarsstraat in Amsterdam betrokken en daarna voor ongeveer twee maanden aan de Vondelstraat 38. Ten slotte vond de vereniging in 1876 haar definitieve plek: het Van Nispenhuis aan de Stadhouderskade 55 te Amsterdam.
In de loop van deze jaren werden de gebouwen intensief gebruikt en meerdere malen verbouwd en uitgebreid. In 1977 brandden het Van Nispenhuis, de Hubertuskapel en bijbehorende gebouwen totaal uit en werden gesloopt.

### Opheffing

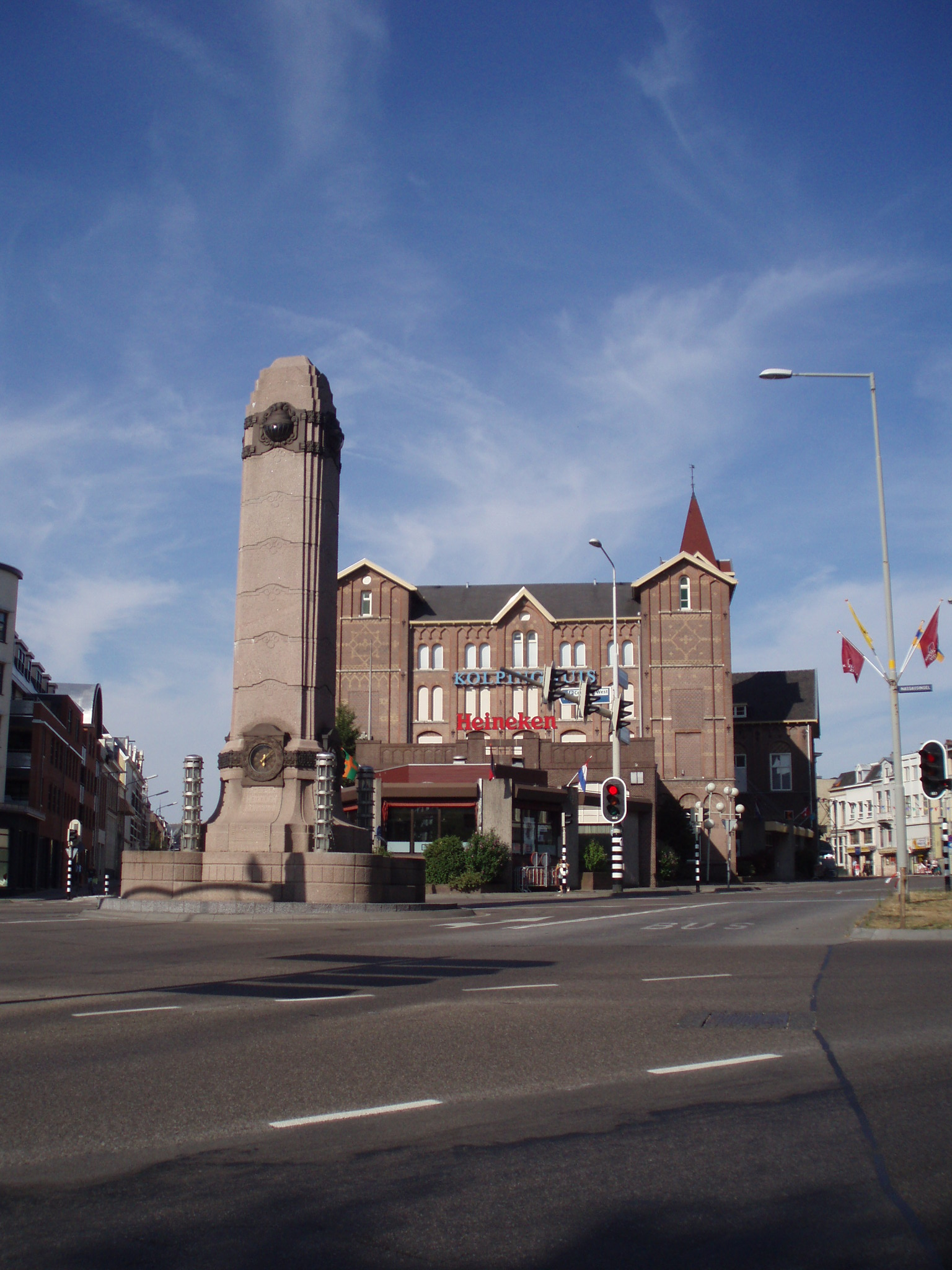
Het Kolpinghuis in Nijmegen met op de voorgrond het Quack-monument

De vereniging is na haar 100-jarig bestaan in 1968 opgeheven. In Nijmegen is anno 2020 de enige Nederlandse vereniging nog actief. Daar staat ook een Kolpinghuis dat voornamelijk als zalencentrum dienstdoet. De Nijmeegse Kolpingvereniging heeft in 2020 het monumentale Kolpinghuis verlaten en elders een onderkomen betrokken.

### Centraal-presidenten
Centraal-presidenten der Sint Josef Gezellenvereniging:
- Henricus van Luenen (1812 - 28 december 1876), 1868 - 1872
- Jhr. Hubertus Cornelis Joseph Maria van Nispen tot Sevenaer, 1872 - 1897
- G.F.J. Stoffels, juni 1898 - november 1907
- A.J. Clarijs, 1907 - 1912
- L.H.J. Beijsens, 1912 - 1919
- W.L. van Adrichem, 1919 - 1928
- J.Th. van Galen, 1928 - 1934
- H.J.A.M. van der Ven, 1934 - 1935
- J. Mol (ad interim), 1935 - 1936
- H.A.J. Drost, 1936 - 1945

Na 1945 geen centraal-president meer.
President van Amsterdam:
- Mgr. W.H. Simons (8 april 1901 - 26 augustus 1977) 1934 - 1977